# Vincent Mangano
Vincenzo Mangano, americanizzato in Vincent Mangano e soprannominato Don Vicenzu (Palermo, 29 marzo 1888 – scomparso a New York il 19 aprile 1951), è stato un mafioso italiano potente affiliato di Cosa nostra statunitense, e capo della famiglia Gambino (una delle Cinque famiglie di New York) dal 1931 al 1951, nonché uno dei fondatori della Commissione.
Suo fratello Philip Mangano è stato vice-capo e poi consigliere della famiglia.

## Biografia
Vincenzo Mangano nasce a Palermo il 28 marzo 1888, emigra a New York alla fine degli anni '10, stabilendosi a Brooklyn; suo padre così come lui e suo fratello erano già  importanti uomini d'onore in Sicilia. Al loro arrivo a New York diventano membri di spicco della famiglia di Salvatore D'Aquila, che gli affida il controllo del porto di Brooklyn. Un affiliato cugino di primo grado di Mangano era Emil Camarda che controllava il sindacato dei portuali tramite il partito democratico, a Tammanny Hall. Il potere di Mangano e del sindacato consisteva nel far lavorare al porto gli operai che dicevano loro ed esigendo una tangente per la cosca, inoltre estorcevano soldi a tutte le compagnie navali e alle altre imbarcazioni del porto.
Nel 1924 arriva a New York clandestinamente suo fratello Philip. Nel 1928 il capo della famiglia  Salvatore D'Aquila viene ucciso e lo sostituisce il suo vice Al Mineo, che nomina Frank Scalice, Albert Anastasia, Joe Biondo e Carlo Gambino come suoi fedelissimi capidecina, con i loro affari che spaziano da Manhattan a Brooklyn, dal contrabbando di alcol al gioco d'azzardo, dall'usura alle estorsioni.
Nel dicembre del 1928 Mangano è tra i fermati dell'incontro tra i vertici mafiosi all'Hotel Statler di Cleveland. Nel 1930, con lo scoppio della Guerra castellammarese, Al Mineo viene assassinato assieme al suo vice Steve Ferrigno, e reggente della cosca viene nominato Frank Scalice. Con la fine della guerra, e la morte di  Salvatore Maranzano e Joe Masseria, i due capimafia più potenti, i nuovi boss attuano la riorganizzazione della Mafia americana, e Vincent Mangano viene nominato capo di una delle Cinque famiglie di New York, con suo padre come consigliere anziano assieme a suo fratello, suo vice Frank Scalice, e tra i capidecina più fidati Carlo Gambino, Albert Anastasia, Joe Biondo, Giuseppe Traina, Joseph Riccobono e Steven Armone.
Verso la fine degli anni '40 i rapporti con Albert Anastasia incominciano a guastarsi perché Mangano vede intensificare i rapporti d'affari tra Anastasia e Frank Costello, quindi sospetta di un possibile complotto. I suoi sospetti si rivelano fondati quando all'inizio del 1951 suo fratello Philip viene trovato ucciso a Sheepshead Bay a Brooklyn. Vincent Mangano non ha il tempo di organizzare una vendetta nei confronti degli assassini; infatti,  il 19 aprile 1951 scompare e il suo corpo non verrà mai ritrovato. Dopo la sua sparizione, credendolo da subito morto, Albert Anastasia con l'aiuto di Frank Costello viene nominato capo della Famiglia.